# Warsaw, North Carolina
Warsaw är en kommun (town) i Duplin County i North Carolina. Vid 2010 års folkräkning hade Warsaw 3 054 invånare.